# Buckhorn (Kentucky)
Buckhorn is een plaats (city) in de Amerikaanse staat Kentucky, en valt bestuurlijk gezien onder Perry County.

## Demografie
Bij de volkstelling in 2000 werd het aantal inwoners vastgesteld op 144.
In 2006 is het aantal inwoners door het United States Census Bureau geschat op 151, een stijging van 7 (4,9%).

## Geografie
Volgens het United States Census Bureau beslaat de plaats een oppervlakte van
1,3 km², geheel bestaande uit land. Buckhorn ligt op ongeveer 269 m boven zeeniveau.

## Plaatsen in de nabije omgeving
De onderstaande figuur toont nabijgelegen plaatsen in een straal van 36 km rond Buckhorn.